# Старонове
Ста́ронове —  село в Україні, у Лебединській міській громаді Сумського району Сумської області. Населення становить 9 осіб. До 2020 орган місцевого самоврядування — Ворожбянська сільська рада.

## Географія
Село Старонове знаходиться на лівому березі річки Псел, вище за течією на відстані 6 км розташоване село Патріотівка, нижче за течією на відстані 4 км розташоване село Бишкінь, на протилежному березі - село Кердилівщина. Річка в цьому місці звивиста, утворює лимани, стариці і заболочені озера.

## Історія
12 червня 2020 року, відповідно до Розпорядження Кабінету Міністрів України № 723-р «Про визначення адміністративних центрів та затвердження територій територіальних громад Сумської області» увійшло до складу Лебединської міської громади.
19 липня 2020 року, після ліквідації Лебединського району, село увійшло до Сумського району.